# Habitus bezpieczeństwa
Habitus bezpieczeństwa – według Pierre'a Bourdieu oznacza przestrzeń publiczną, w ramach której aktorzy zacieśniają związki ze sobą, tworząc kompleksową sieć relacji nierówności, władzy i dobrobytu. W konsekwencji różnica między tym co wewnątrz a tym co na zewnątrz, ulega zatarciu. 
Zmniejszenie zagrożeń w sferze bezpieczeństwa po zakończeniu zimnej wojny i rozszerzeniu integracji europejskiej zmusiło podmioty funkcjonujące w sferze bezpieczeństwa zewnętrznego i wewnętrznego do poszukiwania nowej racji swego istnienia. Spowodowało to połączenie praktyki policyjnej w sferze wewnętrznej oraz praktyki wojskowej w sferze zewnętrznej, tworząc jedno pole bezpieczeństwa bez tradycyjnego podziału na bezpieczeństwo wewnętrzne i zewnętrzne. Instytucje takie jak wojsko, policja i służba celna zostają pozbawione tradycyjnego terytorium swojego działania.
W kategoriach bezpieczeństwa integrują się heterogeniczne zjawiska określane polem bezpieczeństwa, takie jak: migracja ludności, fundamentalizm religijny, terroryzm, narkotyki. Sferę globalnego bezpieczeństwa tworzą instytucje rządowe i pozarządowe, wojsko, policja, prywatne firmy ochroniarskie oraz osoby zajmujące się bezpieczeństwem zawodowo. Poczucie braku bezpieczeństwa jest konsekwencją dyskursu bezpieczeństwa. Łączenie imigracji, zorganizowanej przestępczości i terroru tworzy obraz zagrożenia. 